# Битва під Ладижином

Східна Європа в 1648 — 1682

Би́тва під Лади́жином (також Битва під Батогом) сталася 18 липня (18 липня за юліанським календарем) 1672 року, під час польсько-турецької войни 1672—1676. Відбулася на правому березі річки Південний Буг неподалік гори Батіг і містечка Батіг (нині село Четвертинівка Тростянецького району Вінницької області).
На початку липня (ст. ст.) 1672 року гетьман Правобережної України Петро Дорошенко, маючи 7 тис. козаків, а також понад 10 тис. татар і турків (за іншими даними разом до 30 тисяч), перейшов у наступ. Брат гетьмана Григорій Дорошенко на чолі авангардних сил узяв в облогу відступаючий від Бершаді козацький полк Перебийноса (1,5 тис.), який поспішав до табору вірного Речі Посполитій гетьмана Правобережної України Михайла Ханенка. Ханенко вирішив урятувати своїх козаків зі скрутного становища.
Маючи при собі тільки 4 тис. козаків, Ханенко попросив допомоги в регіментаря К. Лужецького, що мав близько 2,5 тис. кінноти і драгонії. Після зустрічі в ніч проти 18 липня з містечка Ладижин Ханенко і Лужецький рушили табірним бойовим порядком на Четвертинівку. Військо було вишикувано в традиційному порядку, тобто піхота (козаки Ханенка) йшла табором у центрі, на крилах була польська кіннота. Драгуни в малих таборках ішли позаду. Після прибуття на місце вранці 18 липня польсько-козацькому війську вдалося відкинути армію Дорошенка за Буг неподалік містечка Батіг і вивести з оточення козаків Перебийноса.
Заохочена успіхом польська кіннота рушила за супротивником, який за річкою перейшов до контратаки і завдав польській кінноті значних втрат. Запідозривши пастку, Ханенко вирушив до Ладижина. Коли козацький табір Ханенка відійшов до Ладижина, Дорошенко переправив свої сили за річку й розбив кілька таборків з драгонією. Решта драгонії й кіннота відступила до Ладижина.
Ханенкові та Лужецькому вдалося звільнити оточених товаришів, але це була піррова перемога, бо польські війська через необачність зазнали даремних і сильних втрат, особливо серед офіцерів.
Петро Дорошенко, діждавшись підходу кримського хана Селім-Гірея, вирушив до міста Кам'янець, куди з військом прямував турецький султан Мехмед IV.